# رودلفو گونزالس
رودولفو "کورکی" گونزالس (۱۸ ژوئن ۱۹۲۸ – ۱۲ آوریل ۲۰۰۵) بوکس‌باز، شاعر، سازمان‌دهنده سیاسی و کنشگر مردمی چیکانوها بود گونزالس یکی از رهبران جنگ صلیبی برای دادخواهی در دنور، کلرادو بود. جنگ صلیبی برای دادخواهی حقوق شهری و جنبش فرهنگی شهری چیکانو در دهه ۱۹۶۰ با تمرکز بر دادخواهی اجتماعی، سیاسی و اقتصادی برای چیکانوها مورد توجه قرار گرفت. گونزالس نخستین کنفرانس آزادی جوانان چیکانو را در سال ۱۹۶۸ تشکیل داد، که به دلیل زمان و شرایط آب و هوایی در استقبال کمی از آن شد. گونزالس بار دیگر در مارس ۱۹۶۹ با تلاش زیاد آنچه را که به عنوان نخستین کنفرانس آزادی جوانان چیکانو شناخته می‌شود، پایه‌ریزی کرد. در این کنفرانس بسیاری از کنشگران و هنرمندان آینده چیکانو گرد هم آمدند. این کنفرانس همچنین طرح Espiritual de Aztlán، که یک مانیفست هوادارن بومیان را که از ناسیونالیسم انقلابی چیکانو و تعیین سرنوشت برای همه چیاکنوها پشتیبانی می‌کرد را پایه‌گذاری کرد. گونزالس از طریق جنگ صلیبی برای دادخواهی، مردم مکزیکی آمریکایی دنور را برای مبارزه برای حقوق فرهنگی، سیاسی و اقتصادی خود سازماندهی کرد و اثری از خود در تاریخچه چیکانو بر جای گذاشت.

## کتابشناسی
- این منم، واکین: یک شعر حماسی، (۱۹۶۷). (برگردان فارسی: رضی هیرمندی، چاپ نخست ۲۵۳۵، انتشارات امیرکبیر)
- پیام به آزتلان: نوشته‌های منتخب رودلفو «کورکی» گونزالس، (۲۰۰۱) هوستون: Arte Público Press.شابک ‎۱-۵۵۸۸۵-۳۳۱-۶.